# McClure (Ohio)
McClure – wieś w Stanach Zjednoczonych, w stanie Ohio, w hrabstwie Henry.